# Roger Walkowiak
Vous lisez un « bon article » labellisé en 2013.
Pour les articles homonymes, voir Walkowiak.
Roger Walkowiak, né le 2 mars 1927 à Montluçon et mort le 7 février 2017 à Vichy, est un coureur cycliste français, d'origine polonaise par ses parents.
Il fut professionnel de 1950 à 1960 après avoir été tourneur en usine. À l'issue de sa carrière professionnelle et après avoir été un temps indépendant, puis patron d'un bar, il reprend cette activité de tourneur.
Il a remporté le Tour de France 1956, à la surprise d'une partie des observateurs. Cette victoire est à l'origine de l'expression « Tour à la Walkowiak » pour désigner une victoire née de circonstances de course inattendues. 
Toutefois, cette façon d'envisager sa victoire dans le Tour 1956 n'est pas partagée par une partie des spécialistes de la course cycliste, qui considèrent au contraire que Walkowiak est «allé chercher» sa victoire et, à ce titre, la mérite pleinement. 
Sa carrière professionnelle compte également deux victoires d'étapes sur le Tour d'Espagne, une place de second à Paris-Côte d'Azur 1953 et une autre seconde place obtenue lors du Critérium du Dauphiné libéré 1955.
Une cyclosportive à son nom est organisée chaque jeudi de l'Ascension, chez lui à Cusset.

## Biographie

### Origines, jeunes années et débuts cyclistes
Roger Walkowiak est originaire du quartier des Marais de la ville de Montluçon,. Ses parents, Thomas Walkowiak (né à Lublin en Pologne en 1896) et Berthe Lecocq (originaire de Préveranges à 30 kilomètres de Montluçon) se sont rencontrés à Montluçon au début des années 1920. Son père travaillait pour les aciéries Saint-Jacques. Ses parents se marièrent le 26 juillet 1924 ; Thomas Walkowiak obtient la nationalité française le 21 juin 1929. En 1925, naît Yvonne, la sœur aînée de Roger Walkowiak. Le 2 mars 1927, c'est la naissance de Roger, au domicile de ses parents, alors rue Pierre-Leroux.
À la suite d'un accident professionnel, Thomas Walkowiak, initialement ouvrier, devient concierge de l'usine Saint-Jacques : toute la famille Walkowiak habite alors un logement situé à l'entrée de l'usine. Abandonnant l'école, Roger Walkowiak devient apprenti-tourneur. En dehors du travail à l'usine, Roger Walkowiak se met à pratiquer le cyclisme avec un de ses amis, Roger Colas, qui a déjà obtenu quelques succès au niveau local. Par l'entremise de ce dernier, il intègre en 1943, le club de l'EDS Montluçon. En 1944, il participe à l'éliminatoire régional du Premier pas Dunlop, très importante pour Montluçon, car la grande finale s'y dispute (en raison de la forte présence de Dunlop dans cette ville). Il se classe huitième et n'accède donc pas à l'épreuve principale. À partir de 1946, il remporte quelques courses régionales. En 1948, à son retour du service militaire (qu'il effectue à Clermont-Ferrand), il est engagé comme mécanicien chez un marchand de cycles,. Toujours en 1948, il se voit proposer une licence d'aspirant dans l'équipe Riva Sport. Au cours de la saison 1949, il devient champion d'Auvergne et termine second de l'éliminatoire du GP Wolber. À la fin de la saison, il devient professionnel au sein de l'équipe Riva Sport-Dunlop.

### Carrière cycliste professionnelle

#### Premières saisons

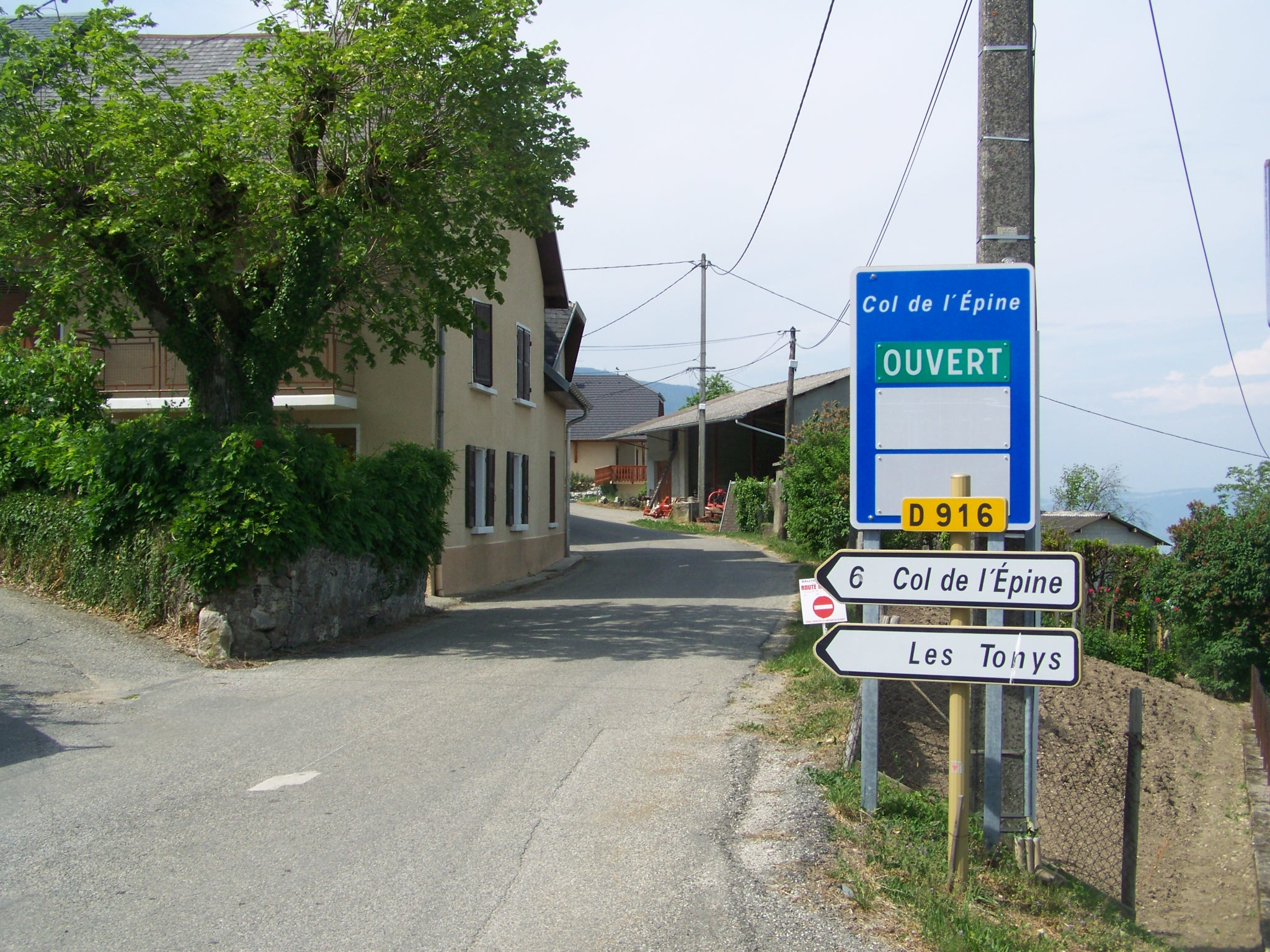
Route du col de l'Épine, où Walkowiak passe en tête lors du Circuit des six provinces 1951.

À cause de maladies à répétition, aucun résultat sportif d'importance n'est à mettre au crédit de Roger Walkowiak en 1950, : en effet, il contracte cinq angines en six mois. Sa saison 1951 débute par de bonnes prestations réalisées sur le Circuit des six provinces, : lors de la seconde étape entre Montélimar et Aix-les-Bains, il passe en tête le col de l'Épine pour finalement terminer second de l'étape, battu au sprint, par Gilbert Bauvin. Lors de la cinquième étape, il est à nouveau second à Montceau-les-Mines. Il termine finalement treizième au général et s'adjuge le Grand Prix de la montagne. Jean Bidot, alors sélectionneur de l'équipe de France déclare au sujet de Walkowiak :

« J'ai découvert en ce garçon la véritable révélation des "Six Provinces". C'est le plus beau pédaleur, le routier le plus racé de la course. Ses démarrages au sommet des cols démontrent sa classe et son cran. »

— Jean Bidot

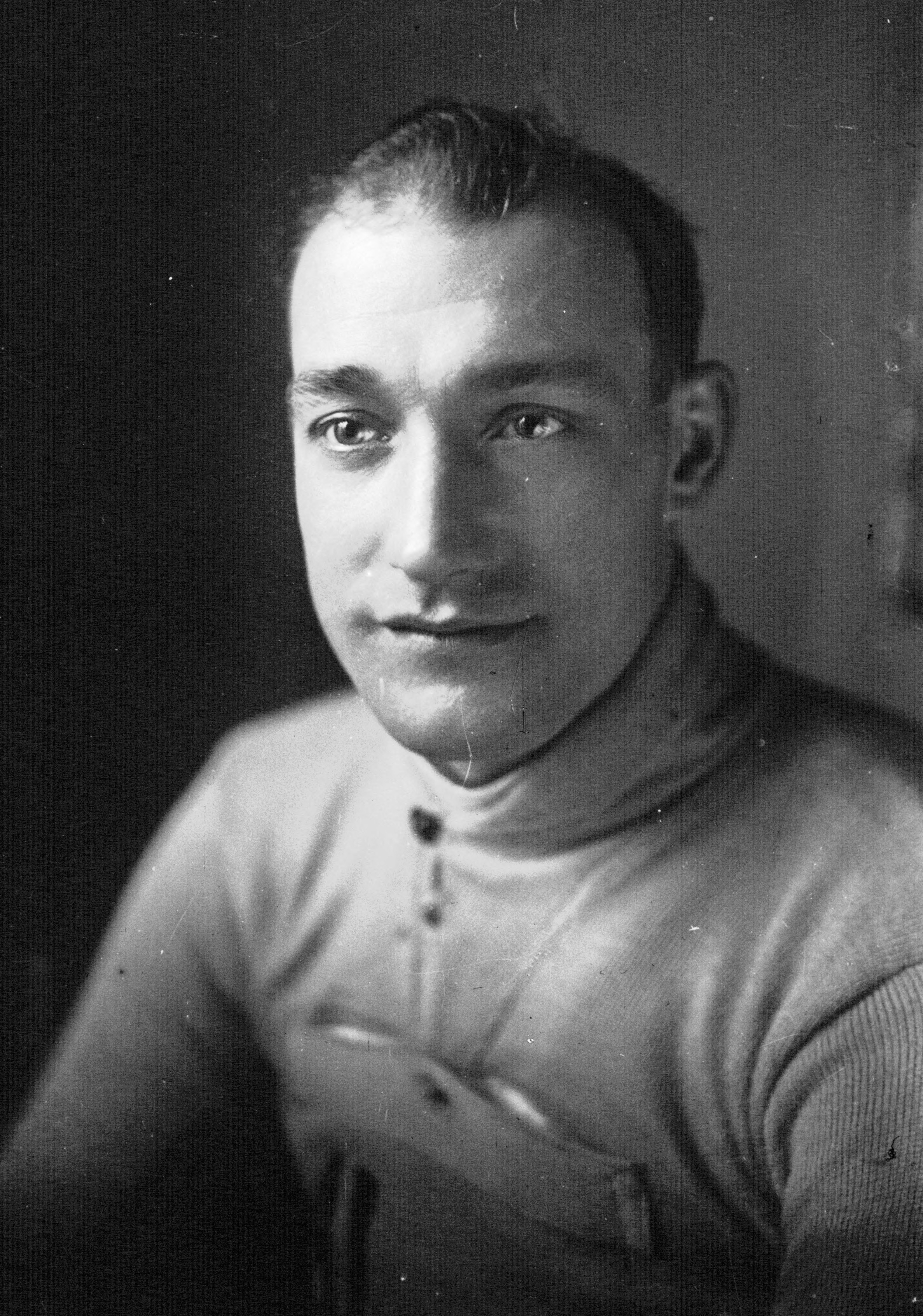
André Leducq (ici en 1931), chroniqueur dans But et Club en 1951, lors du Circuit des six provinces.

De son côté, André Leducq (double vainqueur du Tour) écrit dans But et Club : « Walkowiak qui n'avait jamais vu un col m'a vraiment étonné par son aisance. Il a le gabarit d'un beau champion ». Ainsi considéré comme un espoir du cyclisme français, Walkowiak participe à son premier Tour de France au sein de l'équipe « Ouest Sud-Ouest » : il semble avoir réussi à « se montrer » dans les Pyrénées ainsi que dans l'avant-dernière étape Genève - Dijon ; il finit à la 57e place au général.
En 1952, Walkowiak intègre l'équipe cycliste Peugeot. Comme la saison précédente, il s'illustre sur le Circuit des six provinces, cette fois en portant le maillot de leader. Cela s'avère insuffisant pour décrocher une place dans une équipe pour le Tour de France 1952. Après ce Tour dont il n'est pas, il se concentre sur l'édition 1952 du Tour de l'Ouest. Il parvient à s'échapper avec Félix Bermudez, lors de la sixième étape Lorient - Quimper. L'échappée parvient à terme et Walkowiak bat Bermudez, au sprint, s'adjugeant ainsi sa première victoire professionnelle. Lors de l'étape suivante entre Quimper et Brest, profitant d'un incident technique subi par Jean Bobet (également bien placé au général), il s'attache à rouler pour le distancer, ce qui lui permet, à Quimper, d'endosser le maillot de leader. Lors de l'étape suivante (l'avant-dernière) entre Brest et Saint-Brieuc, Walkowiak perd son maillot de leader au profit de son coéquipier de chez Peugeot, Ugo Anzile. Il termine finalement à Rennes, second de ce Tour de l'Ouest, derrière Anzile.

#### Quelques places d'honneur
En 1953, Roger Walkowiak participe à Paris-Côte d'Azur avec une équipe montée pour l'occasion (Peugeot ayant décidé de ne pas s'aligner) : l'équipe « Pschitt » dans laquelle il retrouve Anzile. Il est quatrième de la seconde étape, troisième respectivement des étapes 3a et 3b et il est quatrième de la dernière étape parvenant à Nice. Il est toutefois battu au classement général final par Jean-Pierre Munch, et termine second de l'épreuve. Toujours en 1953, il participe en mars à Milan-San Remo où il se classe huitième juste derrière Robic. Ses bonnes performances lui permettent d'être cette fois retenu dans une équipe, pour le Tour de France 1953. En l'occurrence, c'est l'équipe « Nord-Est - Centre » dirigée par Sauveur Ducazeaux. À Caen, au soir de la cinquième étape, Roger Hassenforder (membre de l'équipe Nord-Est - Centre et donc coéquipier de Walkowiak) devient maillot jaune ; il le conserve durant trois étapes. Walkowiak de son côté, parvient à se montrer lors de l'étape dite « du cinquantenaire » (la huitième), entre Nantes et Bordeaux, longue de 345 kilomètres,. En effet, il est de la bonne échappée au 310e kilomètre et parvient à accrocher la cinquième place de l'étape. À Paris, Walkowiak est 47e et participe ainsi à l'obtention de la troisième place par équipes de Nord-Est - Centre, derrière les Pays-Bas et la France.
Il traverse la saison 1954 dans un relatif anonymat : comme en 1952, il n'est retenu dans aucune équipe pour le Tour de France. Il parvient tout de même à obtenir la troisième place au classement général du Tour de l'Ouest (sur lequel il s'était déjà distingué en 1952). En fin de saison, il quitte Peugeot et signe pour l'équipe Gitane dirigée par Raymond Louviot.

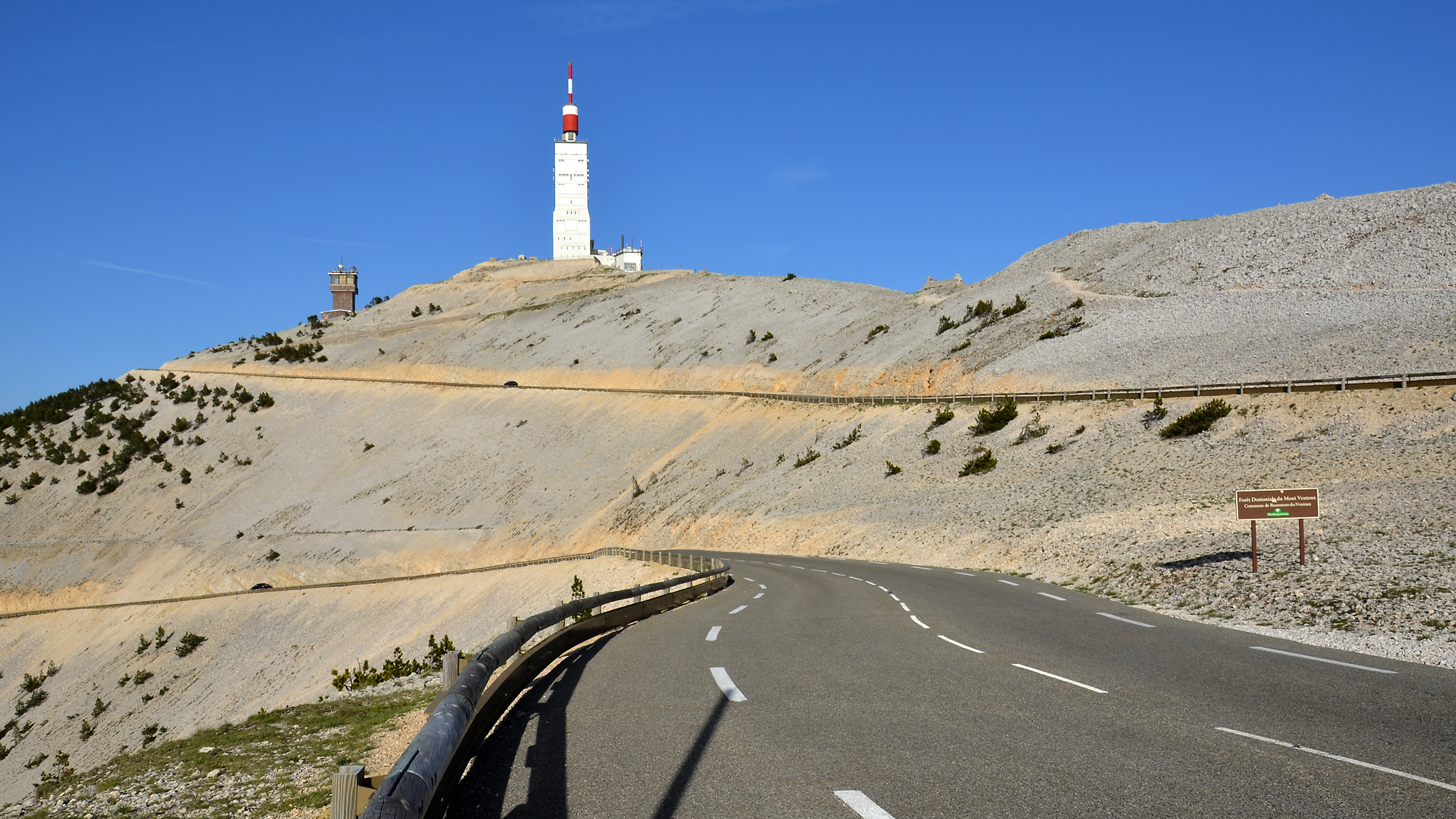
Sommet du mont Ventoux, emprunté par le Critérium du Dauphiné libéré 1955. C'est dans l'étape du Ventoux que Walkowiak récupère la seconde place du classement général final.

En 1955, le Critérium du Dauphiné libéré lui donne l'occasion de se montrer à son avantage. Il attaque dès la seconde étape Saint-Étienne - Lyon, en compagnie de Pierre Ruby et de Camille Huyghe. Huyghe l'emporte au sprint et Walkowiak est troisième de l'étape,. Lors de la cinquième étape Aix-les-Bains - Gap, Walkowiak s'accroche : il passe en sixième position le col du Cucheron, à 38 s du groupe « Bobet » qui est en tête. Au col de Porte, Walkowiak est toujours dans la course et maintient le faible écart avec le groupe de tête. Au niveau de Grenoble, il parvient à revenir sur le groupe de tête et se classe finalement cinquième de l'étape ce qui lui permet de prendre la seconde place du classement général. À l'issue de la seconde section de la sixième étape en contre-la-montre, Walkowiak est quatrième du général après avoir été quatrième de cette demi-étape. Dans l'étape du Mont Ventoux, Walkowiak parvient à reprendre définitivement sa seconde place au général, derrière l'intouchable Louison Bobet. C'est en tout cas, la vision de Pierre Chany qui écrit dans L'Équipe que « Sans "Walko", nous eussions assisté à une simple exhibition du champion du monde » (Bobet). Il ajoute également que Walkowiak « a trouvé le moyen de [...] jeter le trouble dans l'esprit très scrupuleux de Marcel Bidot » (alors patron de l'équipe de France). L'hypothèse d'un Walkowiak en équipe de France est d'autant plus crédible que Bobet lui-même y va de sa déclaration :

« Il me semble que Walkowiak qui fut fort comme un Turc sur les routes du Dauphiné ait bien mérité d'entrer en équipe de France. »

— Louison Bobet
Malgré cette déclaration d'intention, le 26 juin, Walkowiak apprend qu'il ne sera pas de l'équipe de France alignée sur le Tour qui part le 7 juillet. Par contre, « Nord-Est - Centre », toujours dirigée par Ducazeaux, l'accueille à nouveau. Malgré une neuvième place lors de l'étape Briançon - Monaco, Walkowiak ne peut que difficilement défendre ses chances à cause d'une infection à une blessure ancienne à la selle. Celle-ci de plus en plus problématique, le contraint à l'abandon au cours de la onzième étape.

#### La consécration
Si Walkowiak est passé sous les couleurs de l'équipe Saint-Raphaël-Geminiani, c'est sous celles de l'équipe de France (dirigée pour l'occasion par son directeur sportif de « Nord-Est - Centre », Sauveur Ducazeaux) qu'il prend le départ du Tour d'Espagne, fin avril 1956. Il connaît une défaillance dès la seconde étape Santander- Oviedo. Lors de la première section de la dixième étape à Barcelone en contre-la-montre par équipes, il remporte l'étape avec l'équipe de France. Il s'impose ensuite dans la seconde partie de la treizième étape, entre Irun - Pampelune, apportant alors la seconde victoire de la journée pour l'équipe de France, après celle de Claude Le Ber, la matin même. Par la suite et consécutivement à l'abandon du chef de file Louison Bobet, l'équipe de France se désagrège petit à petit, pour des motifs plus ou moins bien reçus par Ducazeaux : ainsi, Eugène Telotte et Louis Bergaud ne se présentent pas au départ un matin ; puis Jean Bobet, Claude le Ber ou encore Jean Dotto abandonnent également, suivis par Roger Walkowiak. Cet abandon aux raisons douteuses provoque la colère de Ducazeaux qui pense même, un moment, l'exclure de l'équipe qu'il dirige pour le Tour de France.

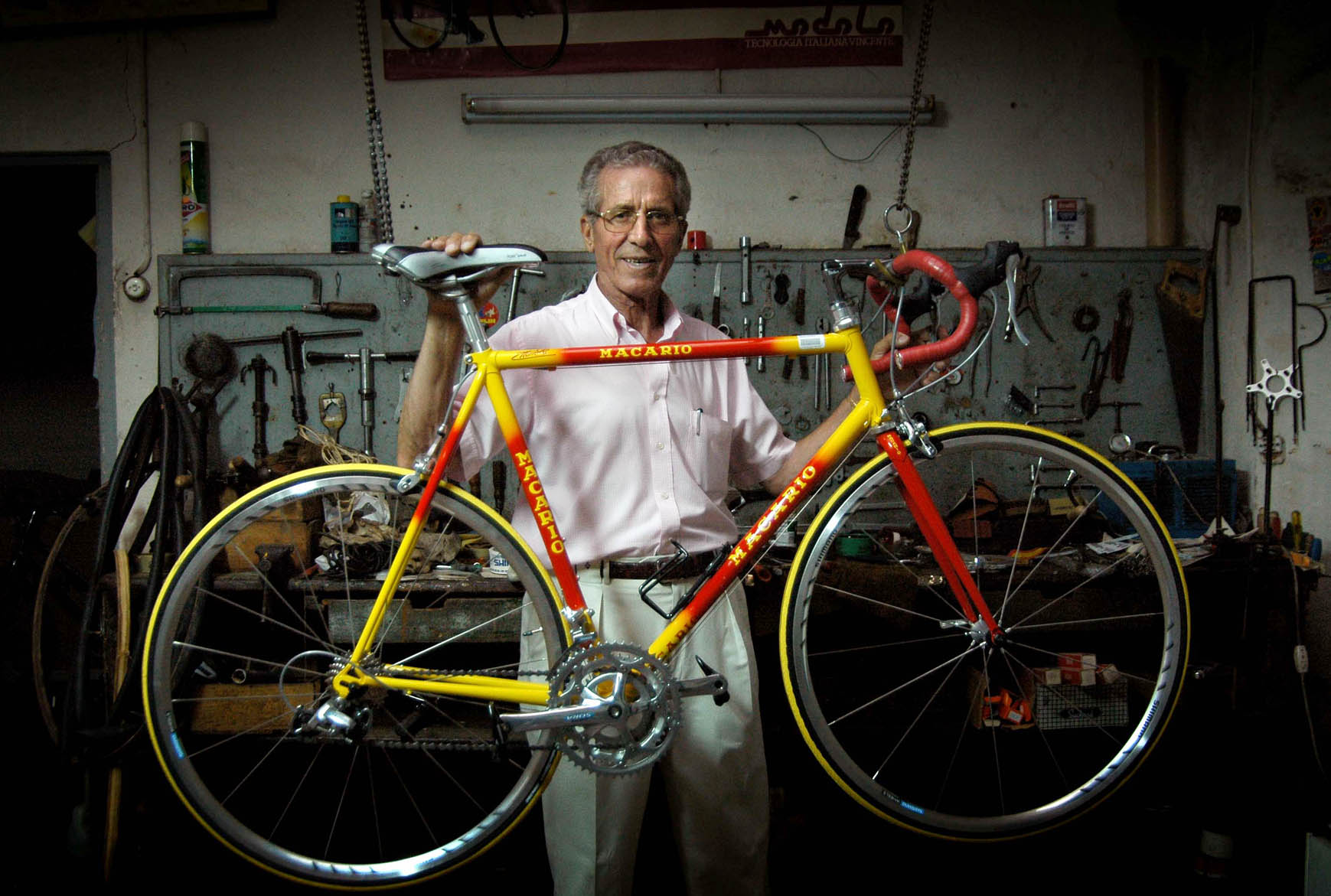
Federico Bahamontes (ici en 2005) est l'un des favoris du Tour 1956 (il finira quatrième). Il est également le vainqueur du Tour de France 1959.

Le Tour 1956 voit un certain nombre de forfaits d'importance : Jacques Anquetil (tout juste recordman de l'heure) jugé trop jeune ; Bobet est blessé ; Coppi, Koblet, Kübler sont également absents pour différentes raisons. Sont tout de même présents, Charly Gaul, Raphaël Géminiani, Stan Ockers (champion du monde sur route en titre), Jean Brankart ou encore Federico Bahamontes. Du côté de l'équipe « Nord-Est - Centre », il est décidé de partager équitablement à Paris, tous les gains accumulés au cours du Tour, par l'équipe. Dès la première étape entre Reims et Liège, Walkowiak parvient à se montrer en participant à l'échappée la plus sérieuse du jour. Le lendemain, s'il perd un peu de temps au général (il perd deux minutes), son coéquipier Pierre Pardoën se classe second de l'étape et se hisse à la seconde place du classement général. Lors de la seconde section de la quatrième étape entre Rouen et Caen, Roger Walkowiak fait partie de la contre-attaque consécutive à l'échappée de Roger Hassenforder et se classe huitième de l'étape. Lors de la cinquième étape se concluant à Saint-Malo, Walkowiak est à nouveau dans la bonne échappée et termine huitième au stade Marville ; surtout, les grands écarts creusés lors de cette étape lui permettent de se retrouver neuvième au général, à 7 min 18 s du maillot jaune André Darrigade. Le lendemain, à l'arrivée à Lorient, Walkowiak est quinzième de l'étape, mais surtout, il gagne encore quelques places au classement général et se retrouve cinquième, à l'issue d'une étape au cours de laquelle le peloton perdit un peu de temps sur le groupe de tête, à cause du passage d'un train à un passage à niveau situé aux environs de La Vicomté-sur-Rance. L'étape suivante qui conduit les coureurs à Angers, voit une échappée se détacher aux environs du 94e kilomètre ; elle comprend notamment Gilbert Bauvin de l'équipe de France. Walkowiak parvient à se glisser dans un groupe de contre-attaque avec son coéquipier Gilbert Scodeller. Les contre-attaquants collaborent bien et parviennent à revenir sur l'échappée aux environs du 128e kilomètre. L'équipe de France tente vainement de rouler pour sauver le maillot jaune de Darrigade ; mais devant le manque de collaboration des italiens, de Gaul ou d'Ockers, elle préfère laisser filer l'échappée qui finit à Angers, avec 18 min 46 s d'avance sur le peloton. Roger Walkowiak est maillot jaune ; son coéquipier Scodeller (présent dans la contre-échappée) est troisième au classement général. Sauveur Ducazeaux, de son côté, se met à envisager sérieusement une place d'honneur à Paris pour Walkowiak. Il suggère donc à Walkowiak de « laisser » le maillot jaune, pour ne pas s'user à le défendre, puis de tenter de le reprendre dans les Alpes. Walkowiak accepte à la condition de le garder jusqu'à Bordeaux, où son épouse a prévu de venir le voir,. Ducazeaux et Walkowiak se mettent donc d'accord sur cette base et l'équipe « Nord-Est - Centre » va effectivement défendre le maillot jusqu'à la dixième étape Bordeaux - Bayonne à l'issue de laquelle Walkowiak abandonne son maillot à Gerrit Voorting. Walkowiak rétrograde à la septième place, à 9 min 4 s de Voorting.

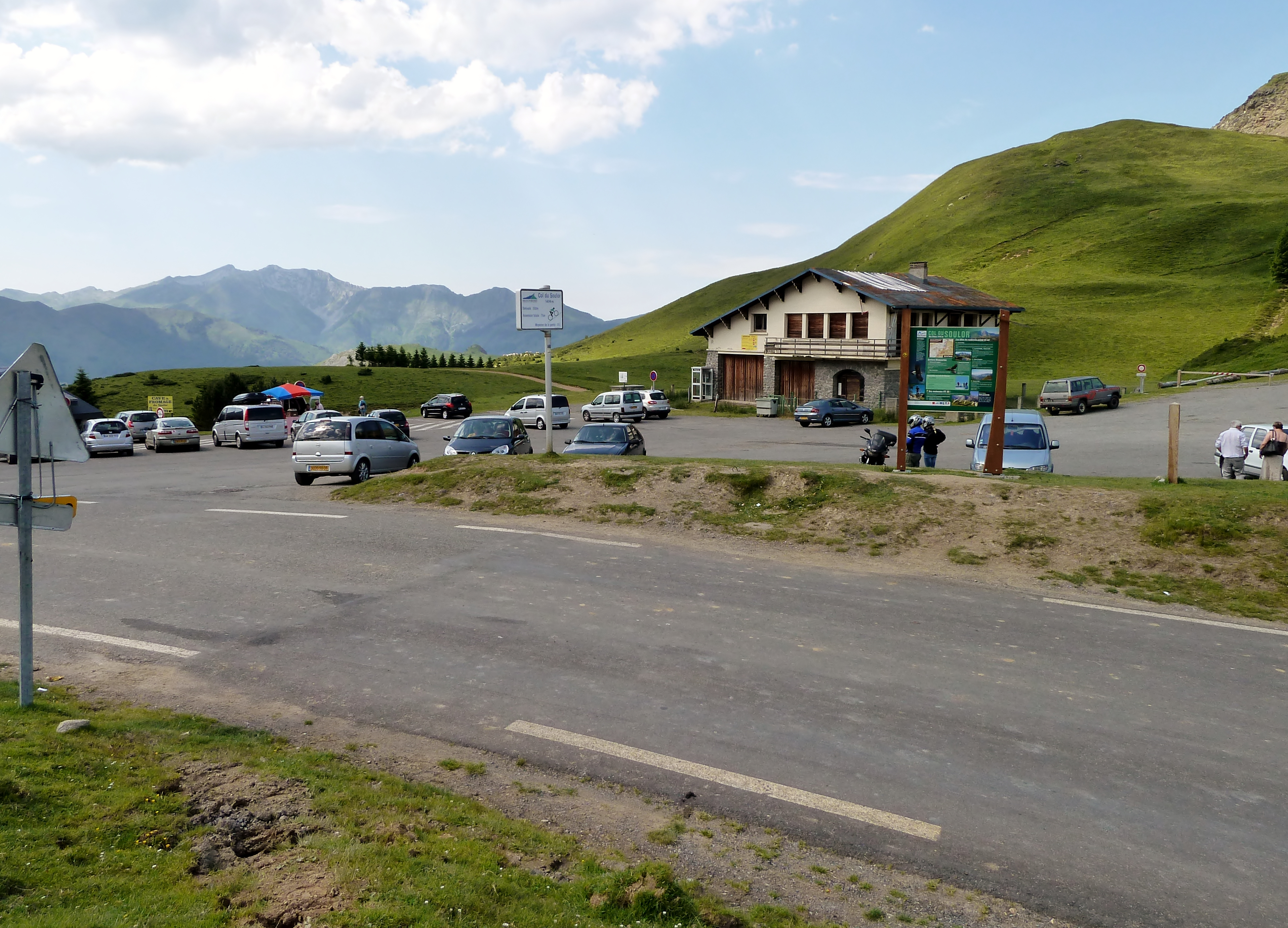
Vue du col de Soulor, emprunté (comme celui de l'Aubisque) par la onzième étape du Tour 1956.

L'étape suivante entre Bayonne et Pau apporte la preuve de la bonne tenue de Walkowiak dans la montagne, face à ses concurrents directs au classement général : ainsi lors du passage du col du Soulor, si Bahamontès et Ockers passent en tête, Walkowiak est à seulement 50 s (et même à 10 s de Gaul). À Pau, il est finalement huitième de l'étape, sans avoir concédé de grands écarts sur les purs grimpeurs. Entre Pau et Luchon, qui comporte les passages du col d'Aspin et celui de Peyresourde (mais pas celui du Tourmalet), Walkowiak se maintient parmi les meilleurs et se retrouve cinquième au classement général à 5 min 40 s de Jan Adriaensens nouveau maillot jaune. Son comportement fait écrire à André Leducq, suiveur (et ancien vainqueur du Tour) : « "Walko" a-t-il dit son dernier mot et devra-t-il se contenter d'une place d'honneur ? Sous des dehors de bon garçon, je le crois assez ambitieux. En tout cas, ce qu'il a fait jusqu'à présent, dénote de fameux progrès ». Entre Luchon et Toulouse, Walkowiak continue de s'accrocher et passe en sixième position, à 27 s de Charly Gaul, au col de Portet-d'Aspet. Entre la quatorzième et la quinzième étape, est prévue une seconde journée de repos (après celle de Bordeaux) à Montpellier. Walkowiak est alors toujours cinquième du général à 4 min 27 s du leader. Entre Gap et Turin, Walkowiak est lâché puis parvient à revenir dans l'ascension de l'Izoard sur Bahamontès et Ockers. Si Charly Gaul conduit la course un moment, il est finalement rejoint. À Turin, Walkowiak prend la cinquième place de l'étape et surtout, devient second du classement général à 4 min 27 s de Wout Wagtmans. Le lendemain, lors de la grande étape de montagne entre Turin et Grenoble, le peloton arrive regroupé à l'amorce du col de la Croix-de-Fer, précédé de quatre minutes, par un groupe de cinq coureurs dont Géminiani, Hassenforder et René Marigil (qui passera le col en tête). Roger Walkowiak choisit ce moment pour attaquer et s'extraire du peloton ; il est alors rejoint par Charly Gaul, puis par Stan Ockers. Ce groupe de trois coureurs rejoint ensuite les cinq échappés, au bas de la descente. Certains sont alors distancés puisque six coureurs composent le groupe de tête au bas du col Luitel : Gaul, Ockers, Padovan, Marigil, Van Genechten et Walkowiak. L'écart avec le peloton (dans lequel se trouve Wagtmans) est tel, que Walkowiak peut déjà envisager le gain du maillot jaune. Charly Gaul s'échappe alors et s'en va remporter l'étape à Grenoble. Ockers est second à 4 min. À près de 9 min, Walkowiak arrive, après avoir subi une petite défaillance dans le Luitel, accompagné de Bahamontès. Il reprend alors le maillot jaune qu'il avait laissé à Bordeaux.

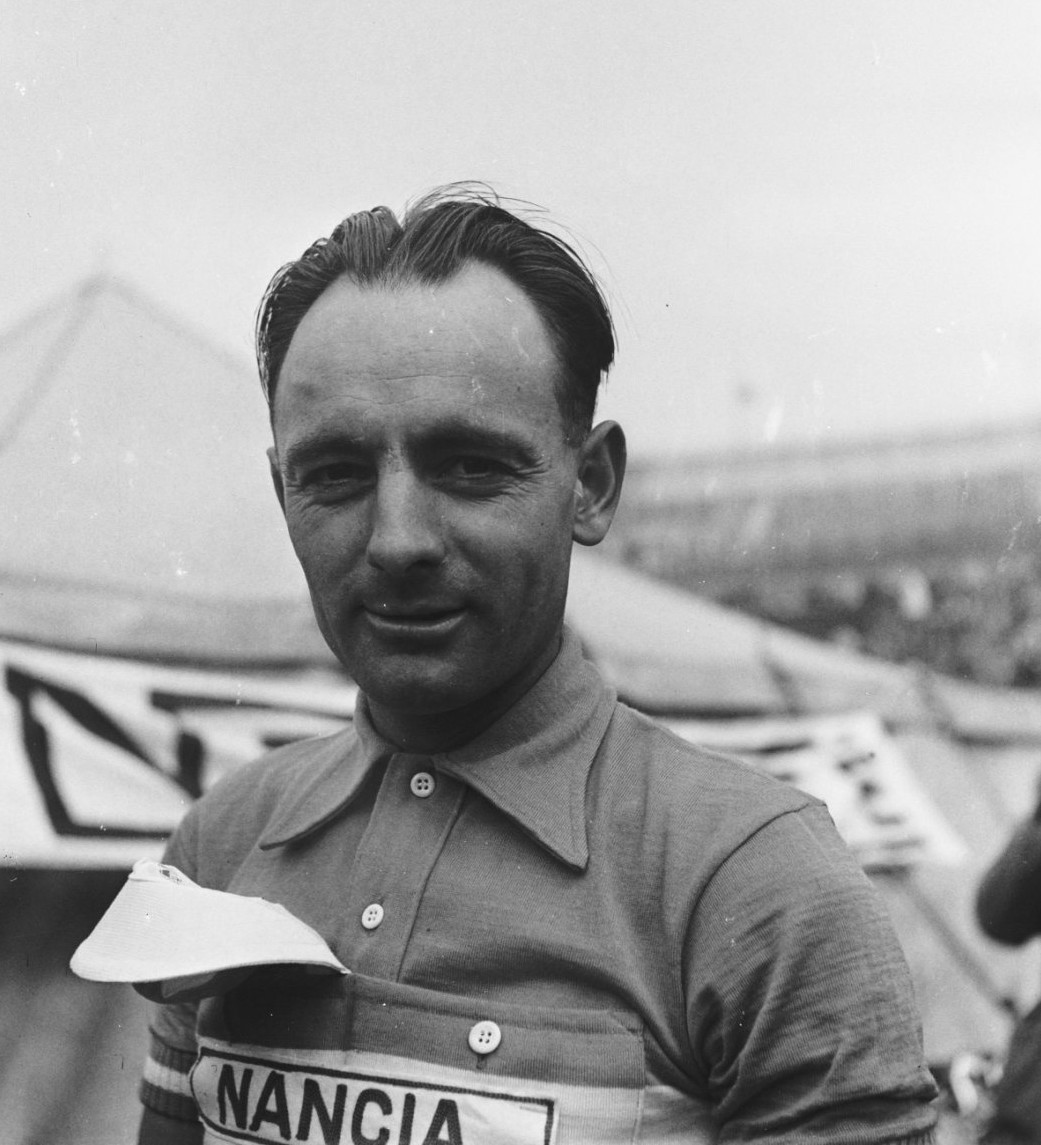
Gilbert Bauvin en 1954.

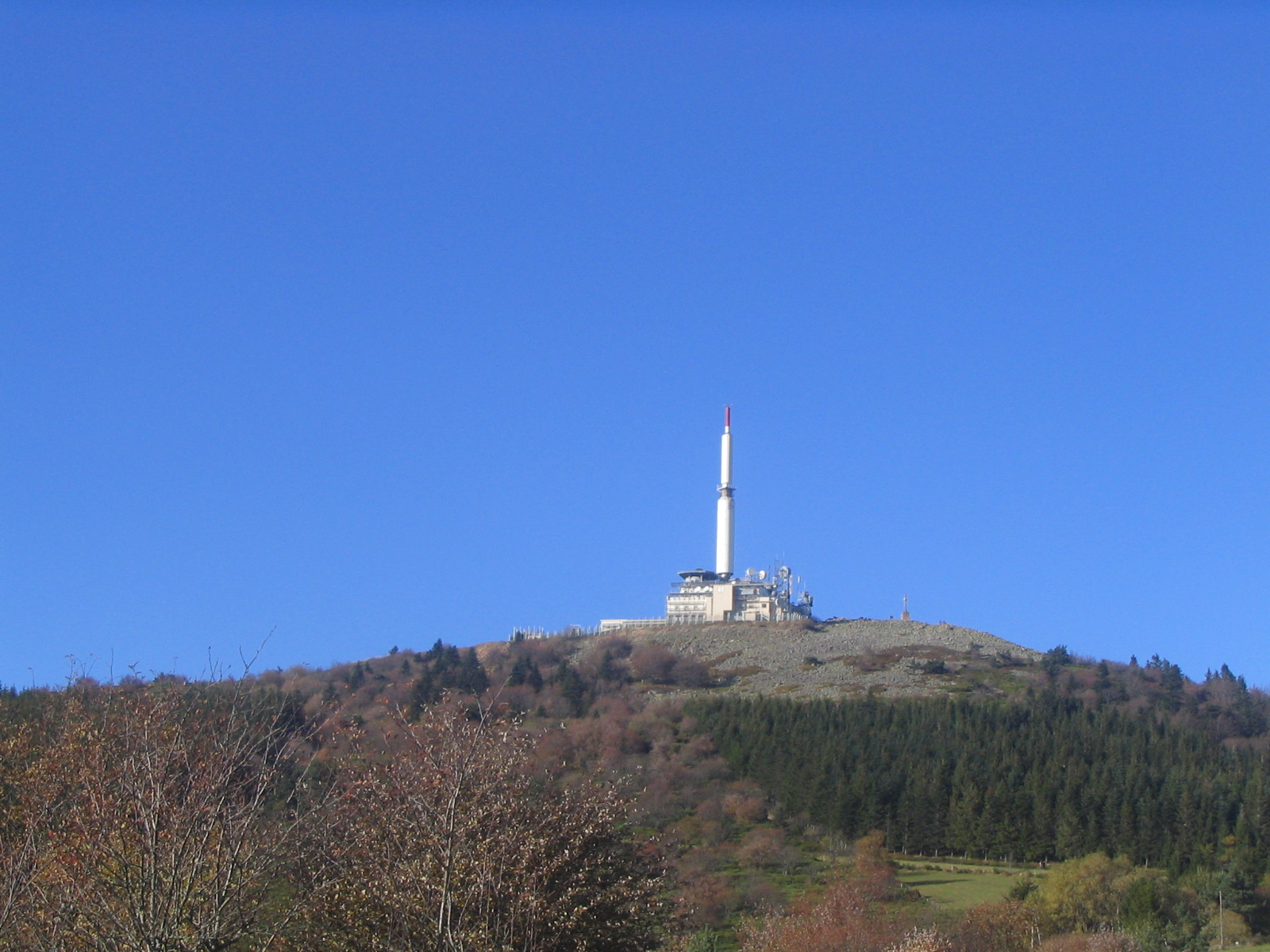
Vue du crêt de l'Œillon, à proximité du col du même nom, dans l'ascension duquel, Walkowiak chuta, ce qui lui fit risquer la perte de la victoire finale au profit de Bauvin.

Le lendemain, entre Grenoble et Saint-Étienne, Walkowiak frôle la catastrophe au col de l'Œillon (au kilomètre 112, peu avant Pélussin) : pris dans une chute collective, il ne doit sa sortie rapide de l'enchevêtrement qu'à l'aide de son coéquipier Adolphe Deledda. À peine reparti, il crève l'un de ses boyaux ; Gilbert Scodeller, à proximité, lui passe une de ses roues. L'intermède fut bref mais suffisamment long tout de même pour permettre à Gilbert Bauvin, second au classement général, de s'échapper. Ce dernier est parti dans l'ascension du col, suivi par Charly Gaul, Ockers et Bahamontès. Bauvin roule évidemment pour aller chercher le maillot jaune, tandis que Bahamontès et Gaul roulent pour profiter de l'absence de Valentin Huot dans cette échappée, pour le distancer au Grand Prix de la montagne. Le groupe avance donc vite et Walkowiak accuse rapidement un retard d'une minute et trente secondes auxquelles s'ajoutent trente secondes de pénalité à cause d'une « poussette » effectuée par Deledda. Walkowiak est bientôt seul pour assurer la poursuite ; pourtant, au sommet de l'Œillon, il a déjà repris quarante secondes. Meilleur descendeur que Bauvin, il finit par le reprendre au kilomètre 138, à hauteur de Saint-Julien-Molin-Molette. C'est donc ensemble qu'ils parviennent à Saint-Étienne, où Ockers était déjà arrivé et avait remporté la course. L'étape suivante entre Saint-Étienne et Lyon, courue en contre-la-montre, est lourde d'enjeux, car il paraît évident que Bauvin est nettement supérieur à Walkowiak dans cet exercice. Le déroulement de l'étape le confirme même si Walkowiak « limite la casse » en ne perdant que deux minutes sur Bauvin, ce qui lui permet de conserver le maillot jaune avec 1 min 25 s sur son toujours second, Bauvin. L'avant-dernière et la dernière étapes ne sont alors que pures formalités en ce qui concerne le gain du Tour. La 21e étape est toutefois riche en émotions pour Walkowiak, car celle-ci se termine dans sa ville natale Montluçon ; ainsi, sa mère vient l'encourager et le voir vêtu du maillot jaune. Le lendemain, au parc des Princes, Walkowiak remporte le 43e Tour de France. Il est le second vainqueur de l'épreuve à ne pas avoir remporté d'étape sur le Tour , après Firmin Lambot en 1922.

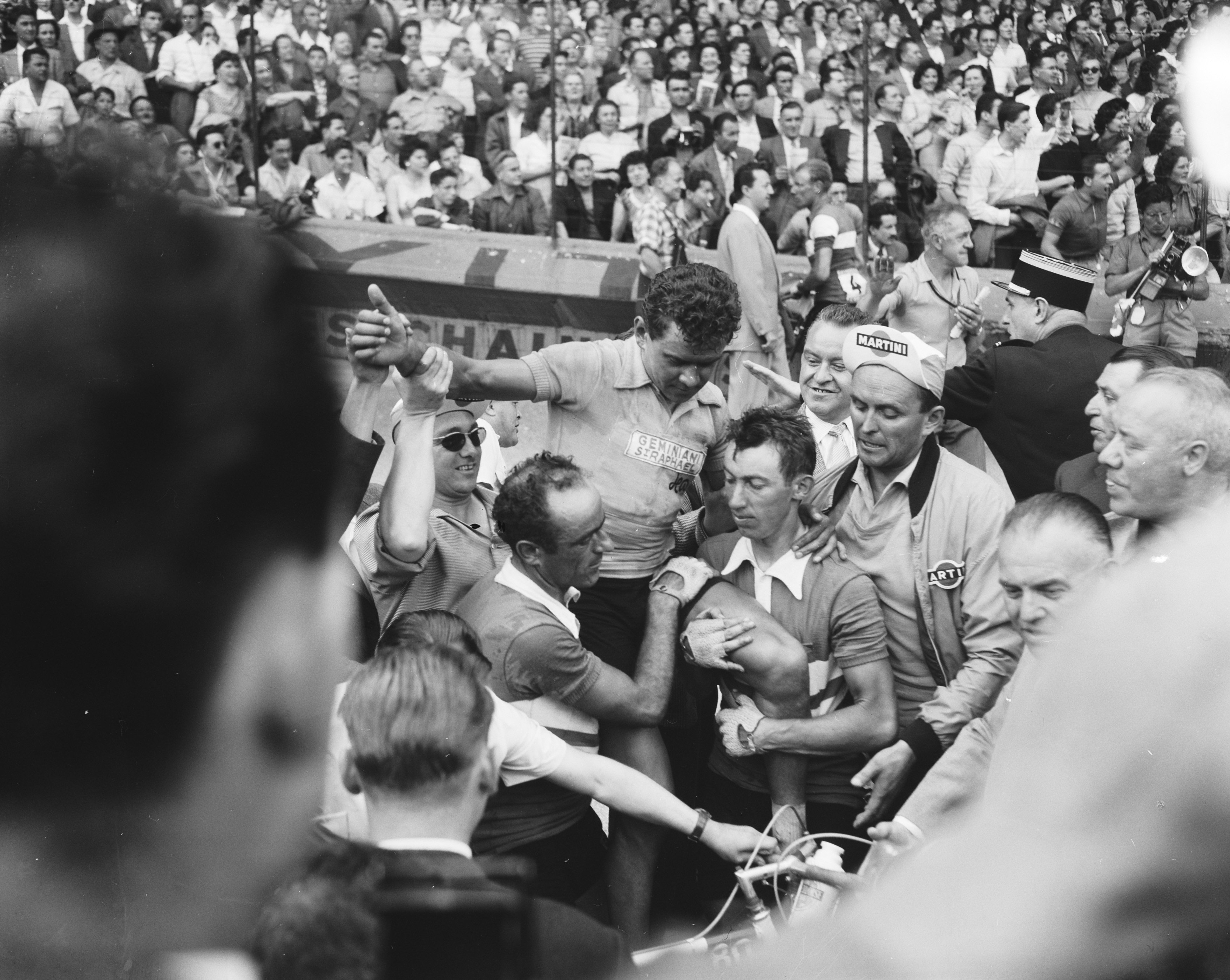
Roger Walkowiak le 28 juillet 1956 à l'arrivée du Tour.

#### Dernières saisons

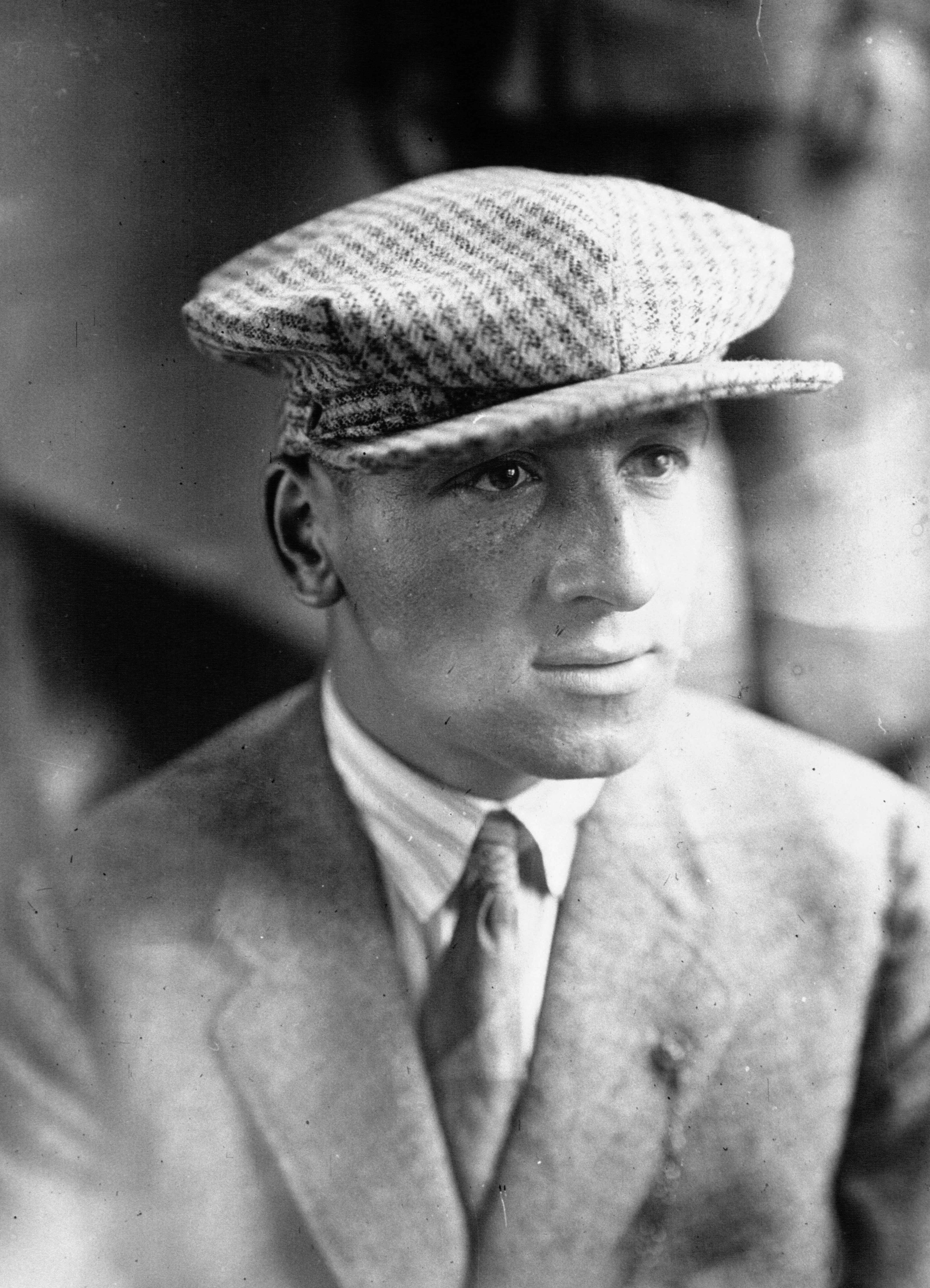
Marcel Bidot, directeur de l'équipe de France à laquelle appartient Walkowiak, sur les Tours 1957 et 1958. Il est ici photographié en 1929.

Dès la fin du Tour 1956, Walkowiak reçoit la garantie de Marcel Bidot qu'il sera membre de l'équipe de France pour le prochain Tour. Malgré cette assurance, il ne fait aucun résultat, jusqu'au mois d'avril. Il participe alors au Tour d'Espagne 1957, au sein de l'équipe de France ; il y remporte la huitième étape entre Madrid et Cuenca profitant alors d'une crevaison de Bahamontès. Il termine ce Tour à la quinzième place du classement général. À son retour d'Espagne, il participe sous les couleurs de Peugeot, au Critérium du Dauphiné libéré, durant lequel, à l'instar de l'édition 1956, il ne brille pas. Sur le Tour de France, Walkowiak cherche sa place au sein de l'équipe de France, entre celle d'équipier que le vainqueur en titre du Tour ne peut plus être, et celle de patron ou de favori, qui semble indiscutablement dédiée au surdoué Jacques Anquetil. Toutefois, il est tout de même septième au classement général à Roubaix, à l'issue de la quatrième étape. Le lendemain, entre Roubaix et Charleroi, il est virtuellement maillot jaune, quand il casse une de ses roues, qui tarde à être réparée et c'est finalement Anquetil qui endosse le maillot jaune. À Metz, le lendemain, il est sixième au général à 4 min 22 s, avant de rétrograder à la neuvième place (à 7 min 41 s), à l'issue de la septième étape courue entre Metz et Colmar. À l'arrivée dans les Pyrénées, l'équipe de France est frappée par une épidémie de grippe intestinale. Walkowiak n'échappe pas à la maladie et est contraint à l'abandon, avec son coéquipier Antonin Rolland, à l'amorce de l'ascension du Tourmalet, entre Saint-Gaudens et Pau.

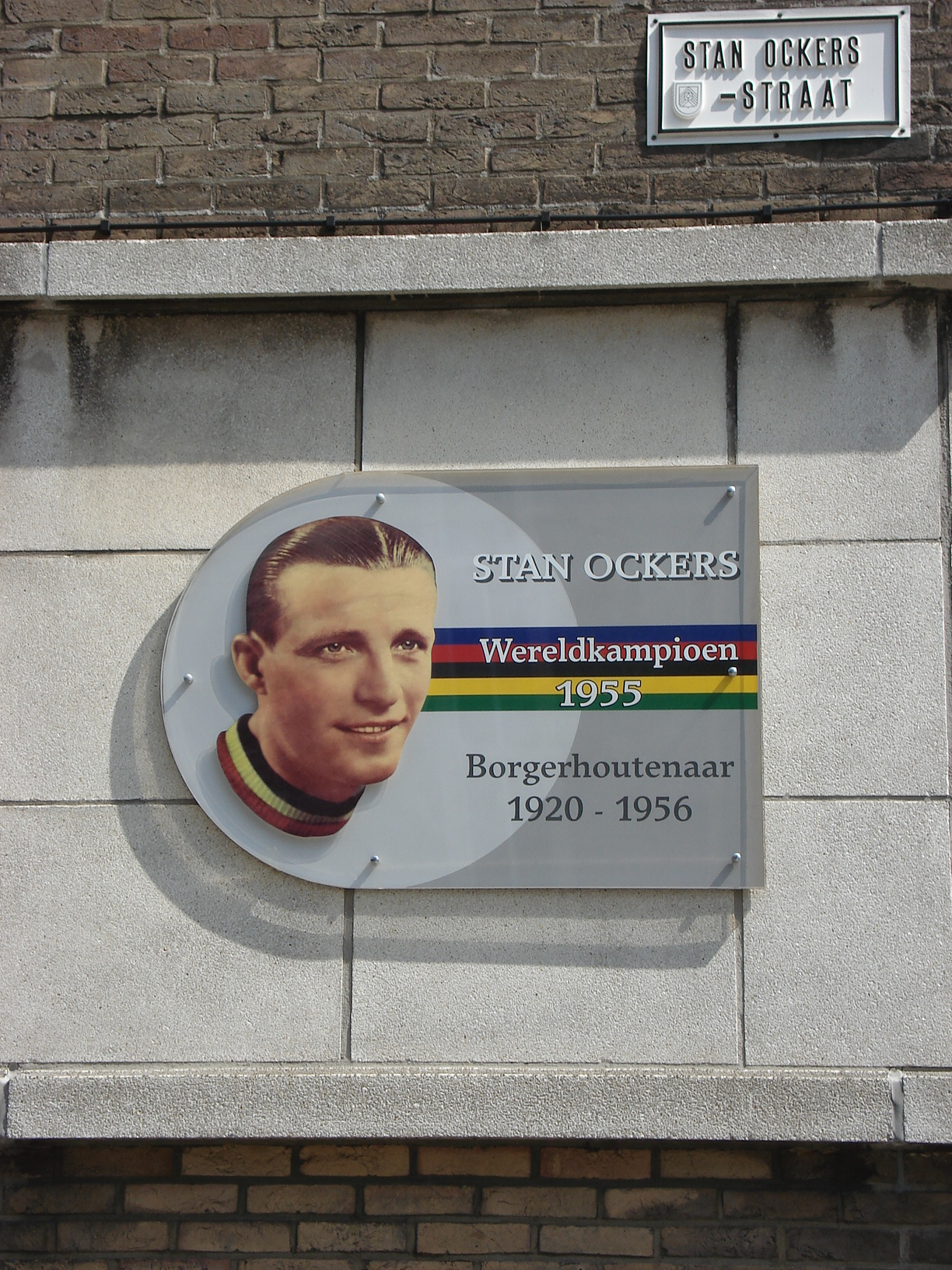
Plaque commémorative à Borgerhout, dédiée à Stan Ockers. En 1960, Roger Walkowiak prend la sixième place du Grand Prix qui lui est dédié.

Toujours chez Peugeot, sa saison 1958 commence par un abandon au cours de Bordeaux-Paris. Il poursuit par une participation au Tour de France 1958, à nouveau au sein de l'équipe de France, sur lequel il est l'équipier dévoué d'Anquetil puis de Bobet. Sa saison 1958 le voit tout de même décrocher une seconde place aux Boucles du Bas-Limousin et une troisième place au Tour du Sud-Est. En 1959, sa saison est presque transparente : il n'obtient que quelques accessits à des critériums secondaires. En 1960, il est second au classement général à l'issue de la troisième étape du Critérium du Dauphiné libéré. Il obtient également une troisième place au Tour de l'Aude ainsi qu'une cinquième au Tour de l'Ariège. Enfin, il obtient la sixième place au Grand Prix dédié à Stan Ockers, mort à l'automne 1956 au cours des Six jours d'Anvers. Ockers avait remporté le classement par points du Tour 1956, celui que remporta Walkowiak.

### Vie privée et après-cyclisme

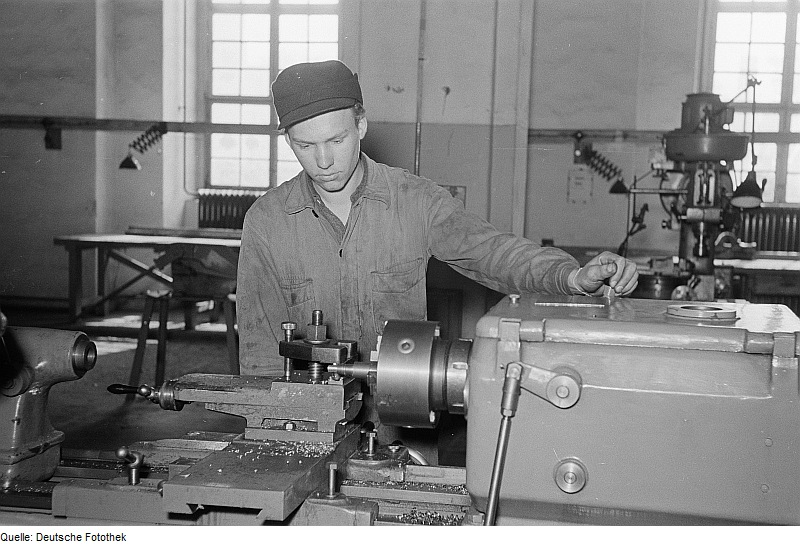
Un tourneur en train de travailler.Roger Walkowiak a exercé ce métier, avant et après sa carrière cycliste professionnelle.

En marge du Grand Prix de Commentry disputé en octobre 1954 (à proximité de sa ville natale), Roger Walkowiak rencontre Pierrette Lajarge qui deviendra par la suite son épouse. Ils se marient le 24 décembre 1955. Le 2 juin 1958, Pierrette et Roger deviennent parents d'un petit garçon nommé Claude. Après la fin de sa carrière professionnelle, il passe quelque temps sous le statut d'indépendant, expérience interrompue par une lourde chute, à l'origine d'un traumatisme crânien, lors du Tour de Corrèze 1962.
Il se retire alors de la course cycliste et devient le patron d'un bar situé à La Chapelaude (au lieu-dit « Les Tartasses ») près de Montluçon. Lassé par les sarcasmes quant à son « coup de chance » présumé de 1956, il profite de l'occasion offerte par une entreprise (nommée « Amis »), tout juste installée à Montluçon, qui recherche un tourneur. Il est embauché et poursuit alors cette activité professionnelle, jusqu'à sa retraite.
Il devient le doyen des vainqueurs du Tour encore en vie après la mort de Ferdi Kübler le 29 décembre 2016, jusqu'à sa propre mort seulement un mois après.

## «Un Tour à la Walko»?
Si l'expression « un Tour à la Walkowiak » semble être rentrée dans les habitudes journalistiques, pour désigner une victoire inattendue qui échappe aux favoris (essentiellement due aux circonstances et à la chance), la réalité de la victoire de Walkowiak en 1956 semble plus complexe. En effet, plusieurs observateurs de premier plan reconnaissent le mérite de Roger Walkowiak dans ce succès. Ainsi Pierre Chany écrivait ceci en 1983 dans le journal L'Équipe : « Depuis lors la rumeur a pris l'habitude de dire « Un Tour à la Walkowiak » pour exprimer l'idée d'une course invertébrée pour ne pas dire médiocre. Il s'agit là d'une interprétation très fantaisiste des faits, d'un détournement de vérité et disons-le d'un abus de confiance. »
Il complète plus loin, par :

« Il nous resterait le souvenir d'une course riche en rebondissements pour les Gaul, Bahamontès, Nencini, Debruyne, Bauvin, Ockers, Forestier et Poblet qui durent se contenter de satisfactions secondaires. Leur seule présence accréditait la qualité de ce que l'ignorance s'obstine à minimiser. »

Peu après la fin du Tour 1956, Antoine Blondin va dans le même sens, en écrivant à propos de Walkowiak : « Sa victoire régularise une situation de fait. "Walko" était le plus courageux, le plus constant, le mieux portant. »

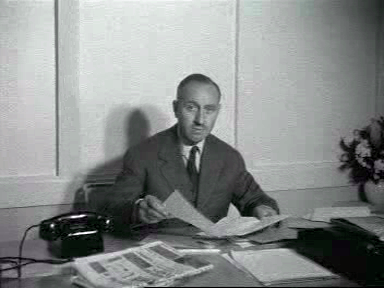
Jacques Goddet, ici en 1954.

Jacques Goddet, alors patron du Tour, rappelle de son côté que l'opposition apportée à Walkowiak était bien réelle et de très bonne qualité : « On a beaucoup dit que le Tour 56 avait été très ouvert parce qu'il n'y avait pas de grands noms au départ. Encore faut-il distinguer entre cette vue du public et l'opinion personnelle des compétiteurs. Ockers le champion du monde, Gaul, Brankart, grâce à leur Tour 55, se présentaient comme des adversaires de la plus haute lignée. » Goddet avait également dédicacé ainsi un de ses ouvrages à Roger Walkowiak : « À Roger Walkowiak [...], vainqueur du Tour que j’ai le plus aimé. » ; celle-ci fera dire à Walkowiak lui-même :
« J’ai compris qu’il avait aimé ce Tour parce qu’il y avait des échappées tous les jours et que ça bagarrait tout le temps. Dans sa dédicace, Jacques Goddet a rétabli une vérité. »

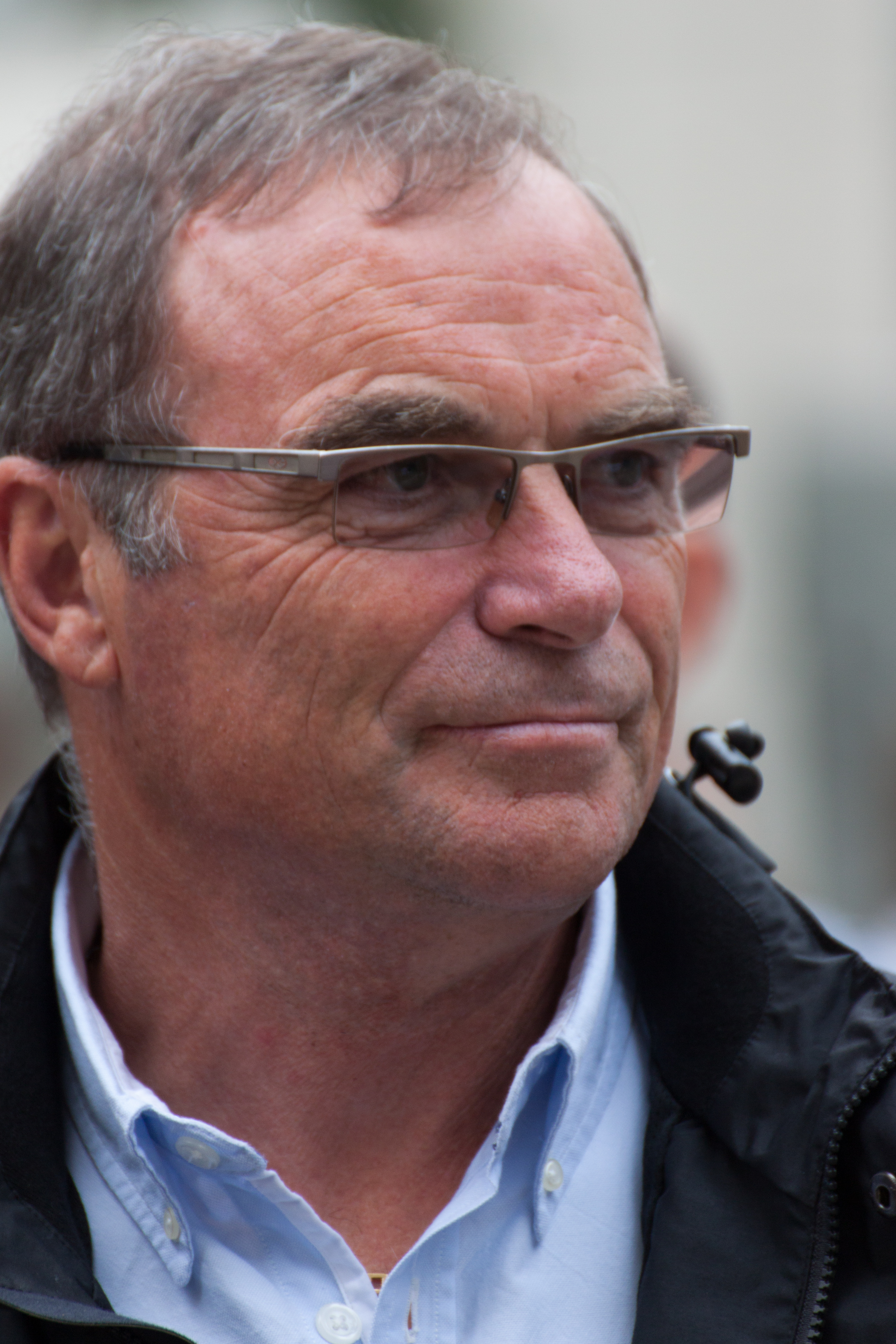
Bernard Hinault en 2012.

Interrogé sur le sujet, Bernard Hinault répondra : « Il y a des gens pour dire que Walkowiak n'aurait pas dû gagner le Tour. Ils n'avaient qu'à être là ! Il a pris le maillot jaune, il l'a perdu et il l'a regagné. Ensuite, il était présent chaque jour. Personne n'a le droit de dire que le Tour lui fut offert. Il n'était pas un voleur. Le Tour n'est pas un cadeau,. »

## Hommages
Après sa retraite, Roger Walkowiak vient vivre à Vichy. Il est président d'honneur du club cycliste de Cusset (« Avenir Cycliste de Cusset ») qui utilise des infrastructures unifiées sous le terme d'« Espace Cycliste Roger-Walkowiak ». Une cyclosportive " La Roger Walkowiak " est organisée à Cusset : en 2011, elle a réuni 600 participants et plus de 400 en 2012 et en 2013.
En 2012, Roger Walkowiak a été le parrain de la treizième édition du Tour Boischaut Champagne Brenne (une épreuve amateur).

## Palmarès
Les principaux éléments du palmarès de Roger Walkowiak sont détaillés ci-dessous.

### En junior puis en indépendant
- 1944
  - 8e de l'éliminatoire du Premier pas Dunlop
- 1949
  - Champion d'Auvergne
  - 2e de l'éliminatoire du GP Wolber

### En professionnel
| - 1951 - 3e du Tour de Dordogne - 1952 - 6e étape du Tour de l'Ouest - 2e du Tour de l'Ouest (maillot de leader pendant une étape) - 3e du Grand Prix de Vals-les-Bains - 1953 - 2e de Paris-Côte d'Azur - 7e des Boucles de la Seine - 8e de Milan-San Remo - 9e du Prix du Pneumatique - 1954 - 2e du Grand Prix des chaussures Léon Daniel - 3e du Tour de l'Ouest - 7e de Lyon-Montluçon-Lyon - 1955 - 2e du Critérium du Dauphiné libéré | - 1956 - Classement général du Tour de France - 10ea (contre-la-montre par équipes) et 13eb étapes du Tour d'Espagne - 3e du Circuit du Cher - 5e de Gênes-Nice - 1957 - 8e étape du Tour d'Espagne - 1958 - 2e des Boucles du Bas-Limousin - 3e du Tour du Sud-Est - 1960 - 3e du Tour de l'Aude - 4e du Circuit des Monts d'Auvergne - 5e du Tour de l'Ariège - 6e du Grand Prix Stan Ockers |  |

## Résultats sur les grands tours

### Tour de France
6 participations
- 1951 : 57e - (équipe Ouest Sud-Ouest)
- 1953 : 47e - (équipe Nord-Est - Centre, direction : Sauveur Ducazeaux)
- 1955 : abandon (11e étape) - (équipe Nord-Est - Centre, direction : Sauveur Ducazeaux)
- 1956 : Vainqueur du classement général,  maillot jaune pendant 8 jours- (équipe Nord-Est - Centre, direction : Sauveur Ducazeaux)
- 1957 : abandon (18e étape) - (équipe de France, direction : Marcel Bidot)
- 1958 : 75e - (équipe de France, direction : Marcel Bidot)

### Tour d'Espagne
2 participations
- 1956 : abandon (16e étape), vainqueur des 10ea (contre-la-montre par équipes) et 13eb étapes - (équipe de France, direction : Sauveur Ducazeaux)
- 1957 : 15e, vainqueur de la 8e étape - (équipe de France, direction : Sauveur Ducazeaux)

## Vidéographie
- Champions de France - Roger Walkowiak, série Champions de France, film-portrait raconté par Charles Berling, co-réalisé par Pascal Blanchard et Rachid Bouchareb 2016, 2 minutes[voir en ligne]